# Davide Mariani
Davide Mariani, né le 19 mai 1991 à Zurich (Suisse), est un footballeur suisse-italien, qui évolue au poste de milieu de terrain au FC Schaffhouse.

## Biographie

### FC Zurich
Le 21 avril 2014, il remporte la Coupe de Suisse 2013-2014 contre le FC Bâle sur le score de 2-0 (après prolongation). Il entre en jeu à la 86e minute de jeu, en remplaçant Oliver Buff.

### FC Schaffhouse
Davide Mariani est prêté pour un an au FC Schaffhouse le 1er juillet 2014.
Le 10 mai 2016, il s'illustre en marquant un triplé en deuxième division, sur la pelouse du FC Wil, permettant à son équipe de l'emporter sur le score de 3-4. Il inscrit un total de douze buts en championnat cette saison là.
Le 30 juin 2015, son prêt avec les Schaffhousois est prolongé d'une année supplémentaire.

### FC Lugano
Il rejoint le FC Lugano le 12 juillet 2016 gratuitement, en provenance du FC Zurich. Il signe un contrat jusqu'en 2018.
Le 16 mai 2017, il se met en évidence en marquant un doublé en championnat, lors de la réception du FC Saint-Gall, permettant à son équipe de l'emporter sur le score de 3-2. Il inscrit un total de huit buts en championnat cette saison là.
En 2017, il participe pour la première fois à la phase de groupe de la Ligue Europa. Le 2 novembre 2017, il marque un but contre le Viktoria Plzeň, mais ne peut empêcher la défaite 4-1 de son équipe au Doosan Arena.

### Levski Sofia
Le 16 juin 2018, Davide annonce sur son compte Instagram qu'il rejoint le club bulgare du Levski Sofia.
Le 26 octobre 2018, il se met en évidence en marquant un doublé en championnat, lors de la réception du FK Vereya. Son équipe l'emporte sur le score sans appel de 7-0. Il inscrit un total de neuf buts en championnat cette saison là.

## Palmarès
| FC Zurich - Coupe de Suisse (1) : - Vainqueur : 2014. | Shabab Al-Ahli - Supercoupe des Émirats (0) : - Finaliste : 2019. |